# Alfred Ruebenbauer
Alfred Ruebenbauer (ur. 13 października 1894 w Samborze, zm. 1977 w Ludwigsburgu) – polski inżynier i architekt, podchorąży, żołnierz I wojny światowej i wojny polsko-bolszewickiej.

## Życiorys
Syn Włodzimierza i Janiny Sang. Ukończył szkołę powszechną i gimnazjum we Lwowie. W 1914 roku został powołany do wojska, i do 1918 roku odbywał służbę na froncie wschodnim. Przed zakończeniem wojny wstąpił do I Brygady Legionów Polskich i brał udział w obronie Lwowa.
Po zakończeniu wojny rozpoczął studia na kierunku architektury w Politechnice Lwowskiej. W czasie wojny polsko-bolszewickiej w 205 Pułku Piechoty, brał udział w walkach pod Zadwórzem. Z powodu sytuacji politycznej aż do 1924 roku służył w wojsku (w tym przez cały rok na froncie). Następnie ukończył przerwane studia uzyskując tytuł inżyniera architekta.
W 1926 roku zdał techniczny egzamin państwowy i zdobył uprawnienia budowlane. Następnie był kierownikiem budowy sanatorium w Krynicy i budynków mieszkalnych. W następnych latach był kierownikiem budów fabryk we Lwowie, Kałuszu, Kropiwnikach i Stebniku. Awansował na stanowisko kierownika robotów fortyfikacyjnych we Lwowie.
Od połowy lat 30. do wybuchu II wojny światowej nadzorował wszystkie budowy we Lwowie i był wykładowcą-profesorem w technicznej szkole wyższej we Lwowie. Podczas wojny pozostał we Lwowie i pod radziecką okupacją, był szefem urzędu inwentaryzującego wszystkie budowy we Lwowie. Pod niemiecką okupacją pracował jako inżynier w Wyższym Urzędzie Technicznym we Lwowie i w Krakowie.
W 1944 roku wraz z żoną i dwiema córkami został deportowany do Niemiec, gdzie córki zostały oddzielone od rodziców (starsza córka nie przeżyła wojny). Początkowo pracował na stanowisko szefa prac naprawczych w UNRRA. 
W 1945 roku z inspiracji Witolda Skuby założył szkołę techniczną w obozie dla uchodźców w Aschaffenburgu. W 1946 roku po likwidacji tego obozu szkoła została połączona z Polską Wyższą Szkolą Techniczną w Esslingen.
W nowej szkole prowadził zajęcia z geometrii wykreślnej, projektowania i budownictwa. W następnych latach był szefem komisji egzaminacyjnej zawodów budowlanych w Ludwigsburgu oraz rektorem polskiej szkoły wyższej w Esslingen i Ludwigsburgu, które były finansowane przez United Nations Relief and Rehabilitation Administration (UNRRA) a później przez International Refugees Organization (IRO). 
Po utworzeniu RFN pracował w administracji niemieckiej. W następnych latach był kierownikiem magazynu w Luitpoldkaserne i kontrolerem centrów handlowych. Przez prawie dwa lata nie pracował i w 1954 roku został zatrudniony w amerykańskim biurze inżynierskim przedstawicielstwa w RFN i został członkiem SACOM Engineur Real Estate Suryey Team.
Przez blisko dwadzieścia lat związany był początkowo z Ogniskiem Zbiorczego III Okręgu Zjednoczenie Polskich Uchodźców, a później Ogniskiem ZPU w Ludwigsburgu. Był m.in. prezesem Okręgu III ZPU w Ludwigsburgu, zastępcą delegata do Międzynarodowej Organizacji Uchodźców, zastępcą członka Komisji dla Spraw Szkolnych i Oświatowych przy ZPU (zwaną również Komisją Oświatową ZPU), członkiem Komisji Budżetowej podczas III Rady ZPU, delegatem ZPU do ZPUW a także delegatem Ognisk III Okręgu do Rady ZPU. Zmarł pomiędzy czerwcem a lipcem 1977 r. w Ludwigsburgu.

## Odznaczenia
- Krzyż Obrony Lwowa.
- Krzyż Niepodległości (1933)[3].
- Krzyż Okrągły I Brygady.
- Medal Pamiątkowy 205 Pułku Artylerii Polowej.